# Ace wo Nerae!
Ace wo Nerae! (яп. エースをねらえ!, Е:су о нерае, «Бий ейс») — манґа про теніс створена Суміко Ямамото, публікувалася з 1972 по 1980 роки в журналі для дівчат (сьодзьо) Margaret. Спільно студіями Tokyo Movie Shinsha та Madhouse (перша значна робота цієї компанії) за мотивами манги в 1973 році було створено аніме-серіал. Він транслювався телеканалом MBS. Пізніше було випущено другий анімаційний серіал, два OVA і телевізійний серіал (2004). Ace o Nerae! було показано також італійською (італ. Jenny la tennista — «Тенісистка Дженні»), французькою (фр. Jeu, Set et Match — «Гейм, сет і матч») та іспанською (ісп. Raqueta de oro — «Золота ракетка»).

## Сюжет
Історія розповідає про Хіромі Оку, школярку, яка намагається стати хорошою тенісисткою. Під час навчання в Ніші, Хіромі починає грати в теніс після того, як захоплюється Рейкою Рюдзакі, старшокласницею, яка є найкращою гравчинею в команді та має прізвисько «Мадам Батерфляй» завдяки своїй грації на тенісному корті. У команди з'являється новий тренер, Джін Мунаката, який бачить потенціал у Хіромі та починає тренувати її, щоб зробити з неї видатну тенісистку.
Хіромі важко подолати свою психологічну слабкість. Згодом вона закохується в іншого тенісиста — Такаюкі Тодо, але тренер Мунаката каже їй не занурюватися у стосунки та забути про нього, зосередившись на своїх тенісних навичках. Хіромі часто втрачає впевненість у своїй грі, але завдяки підтримці тренера та друзів вона долає свою тривожність. Наполегливо тренуючись, щоб стати кращою гравчинею, Хіромі стає сильнішою в психологічному плані. Її ентузіазм, любов до тенісу та підтримка з боку оточення допомагають їй стати однією з найкращих тенісисток у світі.

## Персонажі
Хіромі Ока (яп. 岡 ひろみ, Ока Хіромі)
Сейю: Косака Макото
Рейка Рюдзакі (яп. 竜崎 麗香, Рю:дзакі Рейка)
Сейю: Ікеда Масако
Джін Мунаката (яп. 宗方 仁, Мунаката Джін)
Сейю: Наката Коджі
Такаюкі Тодо (яп. 藤堂 貴之, То:до: Такаюкі)
Сейю: Морі Кацуджі
Кьоко Отова (яп. 音羽 京子, Отова Кьо:ко)
Сейю: Комія Кадзуе
Ранко Мідорікава (яп. 緑川 蘭子, Мідорікава Ранко)
Сейю: Янага Кадзуко
Ю Одзакі (яп. 尾崎 勇, Одзакі Ю:)
Сейю: Ікемідзу Мічіхіро
Такаші Чіба (яп. 千葉 鷹志, Чіба Такаші)
Сейю: Хоріучі Кенью
Томойо
Сейю: Міцуіші Котоно